# Lotta Woods
Pour les articles homonymes, voir Woods.
Lotta Woods, née Charlotte Nelson le 18 avril 1869 et morte le 8 septembre 1957, est une scénariste américaine. 
Elle écrit dix films entre 1921 et 1929 pour Douglas Fairbanks et la Metro-Goldwyn-Mayer,.

## Biographie

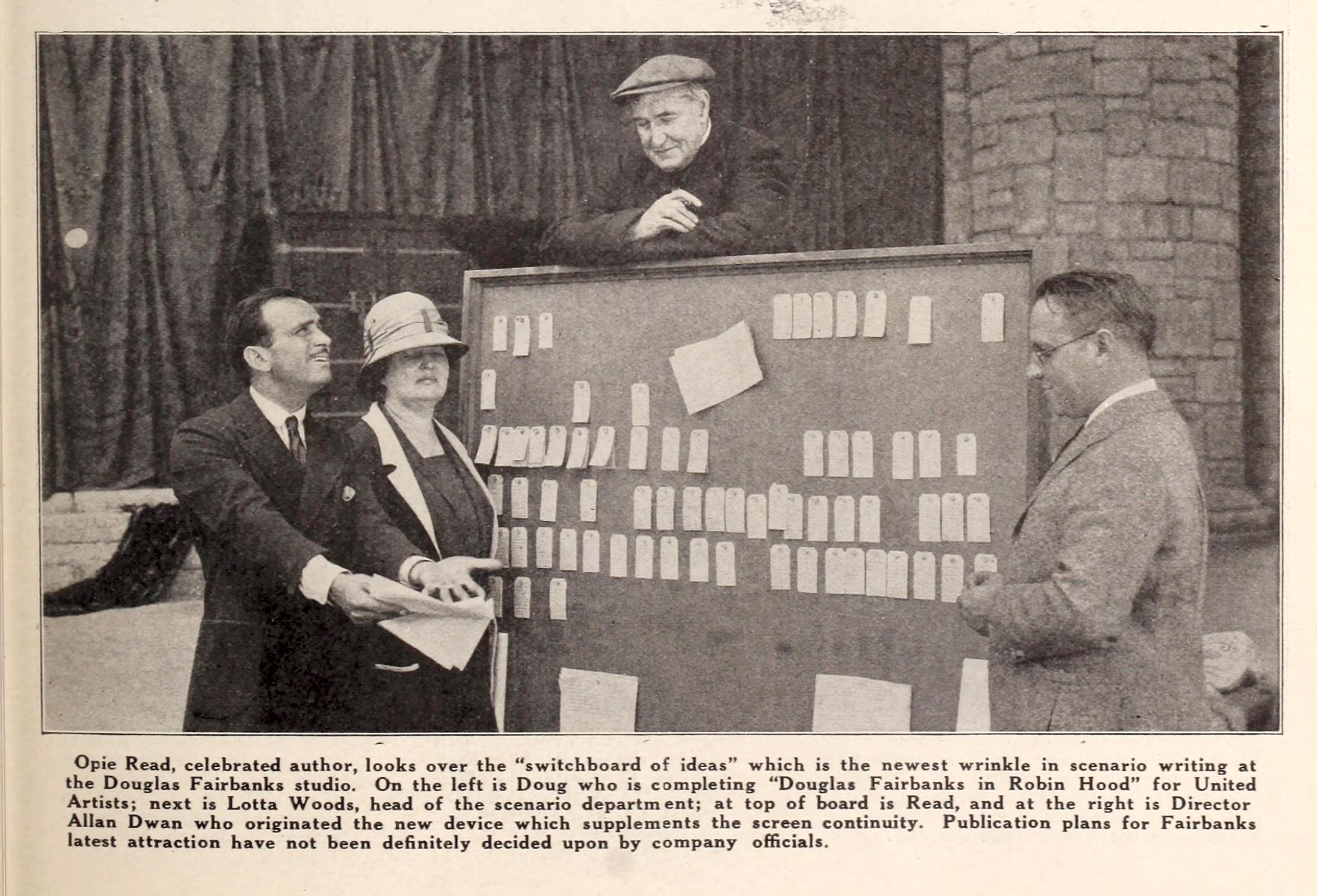
Lotta Woods à côté de Douglas Fairbanks durant l'élaboration du scénario de Robin des bois en 1922.

Lotta Woods nait Charlotte Nelson à Alleghany[réf. nécessaire], en Pennsylvanie, le 18 avril 1869. Elle est la fille de Normand Nelson et d'Orilla Akin[réf. nécessaire].
Elle travaille comme journaliste avant d'obtenir un emploi vers 1919 comme lectrice dans la société de Fairbanks et Pickford. Elle gravit les échelons de la hiérarchie dans la firme pour devenir finalement « head of the Editorial Department », éditrice en chef des scénarios. Elle devient ensuite, en 1926, « a long-term contract as a title writer » chez MGM. Elle écrit les intertitres de la plupart des films de Douglas Fairbanks, ainsi que, par exemple, ceux de la version américaine de 1929 du Napoléon d'Abel Gance.
Au cours des années 1910, elle épouse Arthur Woods, frère du pionnier du cinéma Frank E. Woods. Ils ont une fille.
Elle meurt dans le comté de Los Angeles, en Californie, le 8 septembre 1957, à l'âge de 88 ans.

## Filmographie partielle
- L'Excentrique (1921)
- Les Trois Mousquetaires (1921)[9]
- Robin des bois (1922)[10],[11]
- Le voleur de Bagdad (1924)[12]
- Don X, fils de Zorro (1925)
- Le Pirate noir (1926)
- The Flaming Forest (1926)
- The Fire Brigade (1926)
- Monsieur Wu (1927)
- Le Gaucho (1927)[13]
- Le Masque de fer, 1929[14]